# Geisslerbuis

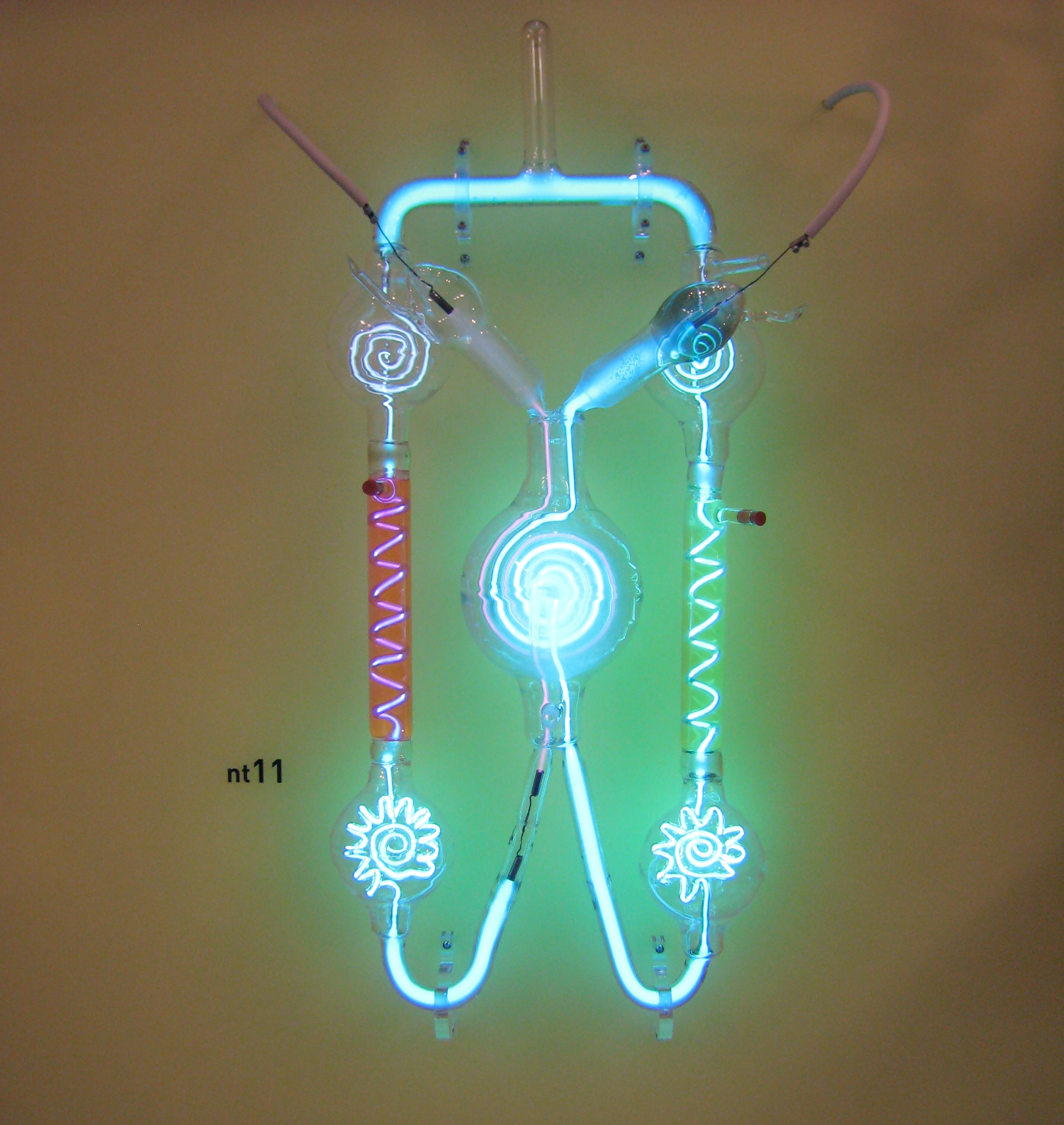
Geisslerbuis in bedrijf

De geisslerbuis is een lagedruk gasontladingslamp die rond 1857 werd uitgevonden door de Duitse natuurkundige en glasblazer Heinrich Geissler. De buis wordt gezien als de voorloper van de moderne neon- en fluorescentielampen.

## Constructie en werking
De geisslerbuis bestaat uit een holgeblazen glazen buis die gevuld is met een specifiek gas onder lage druk. Aan beide uiteinden van de buis zijn metalen elektrodes ingesmolten, waarop vervolgens een zeer hoge elektrische spanning – afkomstig van bijvoorbeeld een vonkinductor – wordt aangebracht. Door gasontlading in de buis zal deze een helder kleurig licht gaan uitstralen. Afhankelijk van het soort glas, het in de buis aanwezige gas en de inwendige druk van het gas kunnen diverse kleuren gemaakt worden. Zo geven buizen gemaakt van uraniumglas een heldere groene kleur, omdat het glas onder invloed van de elektrische gasontlading fluoresceert.

## Toepassingen
Geisslerbuizen hadden een grote impact op de toenmalige wetenschap. Niet alleen in de ontwikkeling van gasontladingslampen, maar ook de Röntgenbuis, de elektronenbuis en de televisie zijn hierop gebaseerd.
Hoewel oorspronkelijk bedoeld voor wetenschappelijk doeleinden, werden geisslerbuizen later vooral gemaakt ter vermaak in salons en op feestjes. Geisslerbuizen werden in allerlei creatieve sferische vormen en afmetingen gemaakt, van enkele centimeters tot meters groot. Door buizen in een andere buis te blazen en deze te vullen met een gekleurde vloeistof treden er speciale, levendige kleureffecten op.